# Poésie pure
Poésie pure, ook bekend als absolute poëzie, is een dichtvorm waarbij de schone klank en de symboliek hiervan belangrijker zijn dan de betekenis.
Een voorbeeld is het gedicht Vera Janacopoulos van Jan Engelman.
Ambrosia, wat vloeit mij aan?
uw schedelveld is koeler maan
en alle appels blozen.
Nog een voorbeeld, ook van Engelman, is het beroemde gedicht En rade (fragment):
groen is de gong

groen is de watergong

waterwee, watergong

groen is de gong van de zee
Poésie pure is ook te vinden bij Herman Gorter, Paul van Ostaijen en Jan Hanlo. 
Ook een kinderversje als "Ollekebolleke" zou men als poésie pure kunnen aanmerken, in tegenstelling tot de dichtvorm ollekebolleke .